# Ле Казе (Терни)
Ле Казе је насеље у Италији у округу Терни, региону Умбрија.
Према процени из 2011. у насељу је живело 69 становника. Насеље се налази на надморској висини од 427 м.